# Trattato di Costantinopoli (1533)
Il trattato di Costantinopoli del 1533 è stato un accordo concluso il 22 luglio tra Impero ottomano e Arciducato d'Austria.

## Contesto
Durante la battaglia di Mohács del 1526 il re d'Ungheria Luigi II morì senza lasciare un erede. Nonostante la vittoria, l'Impero Ottomano non occupò l'Ungheria il cui trono rimase vacante per mesi. Sostenuto dalle élite ungheresi Giovanni Zápolya, voivoda di Transilvania, si candidò come successo di Luigi III, ma l'arciduca Ferdinando, grazie al sostegno di suo fratello (l'imperatore Carlo V d'Asburgo) si proclamò re d'Ungheria.
La decisione di Ferdinando scatenò la reazione del sultano Solimano I che scatenò una guerra contro l'Austria.
Lo scià di Persia Tahmasp I cercò di approfittare del conflitto per premere sui confini orientali dell'Impero Ottomano costringendo Solimano ad arrivare rapidamente ad un accordo con l'Austria per concentrare le proprie forze contro lo scià.

## Il trattato
In base ai termini del trattato Ferdinando rinunciava alle proprie pretese sul trono d'Ungheria riconoscendo la legittimità di Zápolya che sarebbe stato incoronato re sotto sovranità ottomana.
L'Austria inoltre si impegnava a pagare al sultano un tributo annuale di 30.000 fiorini.

## Conseguenza
Nel 1540, alla morte di Zápolya, Ferdinando tornò a reclamare il trono d'Ungheria e scoppiò una nuova guerra a seguito della quale Solimano conquistò quasi tutta l'Ungheria.